# Адамс, Томас
Сэр То́мас А́дамс (англ. Sir Thomas Adams; 1586, Шропшир — 1667/1668, Норфолк) — лорд-мэр Лондона и член Парламента от города Лондона в 1654—1655 и 1656—1658 годах.

## Биография
Томас Адамс родился в 1586 году в Веме в графстве Шропшир, получил образование при школе Шрусбери и был принят стипендиатом с правом бесплатного обучения (англ. sizar) в Колледж Сидни Сассэкс при Кембриджском Университете в 1600 году. В 1605—1606 году получил степень Бакалавра искусств и занялся торговлей текстильной продукцией, войдя в Гильдию текстильщиков в Лондоне.
В 1609 году он был избран шерифом и оставил бизнес, посвятив себя общественным делам. Затем он был Мастером Гильдии текстильщиков, олдерменом Лондонской городской корпорации и президентом Больницы святого Томаса, которую он, возможно, спас от разорения, раскрыв мошенничество бесчестного управляющего. В 1645 году он был избран лорд-мэром Лондона и продемонстрировал необычайное беспристрастие, отказавшись от финансовой выгоды, получаемой обычно за продажу высвобождаемых в городе мест.
Его верность королю Чарльзу I была настолько хорошо известна, что в начале Гражданской Войны в Англии его дом подвергся обыску сторонников Парламента, ожидавших обнаружить в нём короля. В следующем году он был посажен в Тауэр и содержался там некоторое время. Однако, со временем он стал старейшим олдерменом и был соответственно удостоен почётного титула «Отца города». Томас Адамс был депутатом Парламента от города Лондона в 1654—1655 и 1656—1658 годах.
Он был настолько предан короне, что переслал ссыльному королю Чарльзу II 10 000 фунтов. Во время реставрации монархии 74-летний Томас Адамс был делегирован в город Бреда (Нидерланды), чтобы вместе с Генералом Джорджем Монком сопровождать короля на родину. В Гааге за заслуги перед королём Чарльз II произвёл Томаса Адамса в рыцари, а 13 июня 1661 года удостоил его звания баронета.
Последние годы жизни Томас Адамс страдал каменной болезнью в почках, которая и ускорила его смерть. Сознавая это, Адамс был готов к смерти и часто повторял: «Всё, что мне остаётся — лишь могила» (лат. Solum mihi superest sepulchrum). После смерти из его тела был извлечён камень весом около 700 г, который хранится в лаборатории в Кембридже.
Прощание с Томасом Адамсом, во время которого Доктор Харди прочитал похоронную проповедь, состоялось в Церкви Св. Катарины в присутствии детей и многочисленных родственников Адамса. Он был погребён в склепе под алтарём Церкви Св. Марии и Св. Маргариты в Спроустоне (графство Норфолк), а на могиле была воздвигнута изображавшая его мраморная скульптура.
Сэр Томас Адамс был знаменит своей благотворительностью. За свою жизнь он немало старался ради общественного блага: передал городу свой дом в Веме в качестве бесплатной школы, которую сам же финансово обеспечил; основал именную профессуру Кембриджского университета в 1643 году; оплатил издание Евангелия на персидском языке и отправку его на Восток. Идя на существенные собственные потери, он оставил наследство беднякам многих приходов, госпиталям и вдовам священников в своем завещании.

## Примечание
1. ↑  Swartz A. Thomas Sir Adams // Open Library (англ.) — 2007.
2. ↑  Thomas, Sir Adams // Faceted Application of Subject Terminology
3. ↑  Lundy D. R. Thomas Adams, 1st Bt. // The Peerage (англ.)
4. 1 2 3 4  Lundy D. R. Sir Thomas Adams, 1st Bt. // The Peerage (англ.)
5. ↑  Adams, Thomas in Venn, J. & J. A., Alumni Cantabrigienses, Cambridge University Press, 10 vols, 1922—1958.
6. ↑  Эквивалентно 817 747,40 фунтов стерлингов в соответствии с индексом розничных цен на 2005 год согласно сайту www.measuringworth.com